# 硬链接
硬链接（英語：hard link）是计算机文件系统中的多个文件平等地共享同一个文件存储单元（如MFT条目、inode）。硬链接必须在同一个文件系统中；一般用户权限下的硬链接只能用于文件，不能用于目录，因为其父目录就有歧义了。删除一个文件名字后，还可以用其它名字继续访问该文件。硬链接只能用于同一个文件系统（对于NTFS是限制于同一个分区）。不能用于不存在的文件。

硬链接概念图示

POSIX兼容的操作系统，文件或目录的硬链接的引用计数可以用stat()或fstat()系统调用返回的struct stat中的st_nlink字段。

## NTFS的硬链接
Windows NT 3.1及后续版本支持NTFS硬链接。 Windows 2000引入了CreateHardLink()函数以创建硬链接，但仅能用于文件，不能用于目录。DeleteFile()函数可删除硬链接。
Windows终端用户创建硬链接的方法：
- fsutil工具(Windows 2000引入)[4]
- mklink，命令提示字元的内部命令 (Windows Vista和Windows Server 2008引入)[5]
- New-Item，PowerShell命令[6]

终端用户查看文件的硬链接的方法:
- fsutil 工具[4]
- Get-Item与Get-ChildItem，PowerShell命令[7]

WinSxS使用硬链接跟踪硬盘上部件的不同版本。

## 类Unix系统的硬链接
用户创建硬链接的方法:
- ln
- link（英语：Link (Unix)）
- New-Item，PowerShell的命令[6]

终端用户查看文件的硬链接:
- stat方法
- ls -l方法
- Get-Item与Get-ChildItem，PowerShell命令[7]